# 吴村镇 (曲阜市)
吴村镇，是中华人民共和国山东省曲阜市下辖的一个镇，在鲁城街道西北10余公里。北邻泰安市宁阳县，南邻姚村镇。面积78平方公里，总人口3.8万人。104国道、京沪铁路、京福高速公路穿境而过。现辖26个村民居委会（吴村中心、车站、高楼、丛庄、东杨家院、西杨家院、蒋家寨、柳庄、泉头、高街、孔家行、小寨、前张庄、后张庄、郭家店、黄堂、秦村、前河洼、后河洼、西山子、李家洼、白塔、陈家洼、许家洼、丁官庄、崔家屯、孟官庄、三官庙、峪口南、峪口西、前寨、林家寺、东岭、簸箕掌、龙尾庄、大河崖、王林）。

## 人口
2010年中国第六次人口普查时，吴村镇共有人口33254人。共有家庭9910户，平均每户3.35人。14岁以下的少年儿童共4867人，占总人口14.63%；15-64岁人口共24636人，占总人口74.08%；65岁及以上的老年人共3751人，占总人口的11.27%。男性共计16418人，占总人口49.37%；女性共计16836人，占总人口50.62%。本地居住的人口中，拥有本地户籍的人口为32870人，占98.84%。